# Eriosoma lanuginosum
Eriosoma lanuginosum és una espècie hemípter esternorrinc de la família Aphididae. És un pugó la picada del qual indueix la formació d'agalles en els oms (Ulmus). Aquestes agalles poden arribar a ser molt grans.